# Ole Ferdinand Olsen
Ole Ferdinand Olsen (12. maj 1805 i København – 6. januar 1887) var en dansk fabrikant.
Hans fader, Ole Christian Frederik Olsen, der var skipper, omkom på søen nogle måneder før sønnens fødsel,
således at det var den dygtige moder, Christiane f. Fischer, der i knappe kår måtte forestå hans opdragelse. 1819 blev han konfirmeret og så sat i kunstdrejerlære. Han følte sig ikke særlig tiltalt af dette fag, men – betegnende nok – da han én gang havde begyndt på det, ville han også blive ved det læretiden ud. 1824 blev han svend og søgte så straks andetsteds hen. Han blev handelsbetjent hos grosserer H.C. Duus, der bestyrede udsalget fra statens linnedfabrik i Køng. Dette medførte, at da Duus i 1830 gik fallit, blev Olsen udsalgets bestyrer. Og udviklingen standsede ikke herved. 1836 fik han et rentefrit lån på 10000 Rdl. for at kunne forpagte fabrikken i Køng, som staten drev med underbalance. For Olsen gik sagen bedre. Han afbetalte efterhånden lånet, købte 1840 fabrikkens væve og redskaber, og da han 1851 havde erhvervet det nærliggende blegeri i Vintersbølle, flyttede han fabrikken dertil. 1861 solgte han den til S.F. Sandberg, en af fabrikkens oplærte damaskvævere. Ved siden af virksomheden i Køng havde Olsen fra omkring 1830 ladet spinde hørgarn i København, som han derpå lod væve i Dragør. Herpå grundede han 1840 et aktieselskab, der dog ikke kunne bestå. 1844 blev det opløst. Hvad han tabte herved, indvandt han igen ved at købe den gamle ejendom Haabet (tidligere Gule Hest) på Vesterbro, idet han udparcellerede en del af dens jorder. I 1885 blev Ferdinand Olsens gård nedrevet og Kingosgade i stedet anlagt med tilhørende etagebyggeri.
Hele hans naturel drev ham imidlertid mod andet end en ren forretningsmæssig virksomhed. 1831 blev han medlem af Det forenede Understøttelsesselskab, hvor han steg til administrator, og 1834 påtog han sig at virke som inspektør i de Massmannske Søndagsskoler, men navnlig voksede denne side i hans udvikling, efter at han i 1838 var blevet frimurer. Det blev et vendepunkt i hans liv. I Den Danske Frimurerorden steg han fra stilling til stilling, til han til sidst blev en af ordenens højeste, støttet med ubegrænset tillid fra alle sider. 1878 udgav han anonymt Kristelige Betragtninger til hver af Aarets Dage af en Lægmand. Efter en tid at have haft titlen kammerråd døde han 6. januar 1887 som justitsråd.
1828 havde han ægtet Laurine Reerup (død 1853), datter af skolelærer Reerup i Virum. Der findes portrætmalerier af ham og hustruen af N.P. Holbech i Københavns Museum.